# 村上政俊
村上 政俊（むらかみ  まさとし、1983年〈昭和58年〉7月7日 - ）は、日本の国際政治研究者、元外交官、元政治家。皇學館大学現代日本社会学部准教授。航空自衛隊幹部学校客員研究員、中曽根康弘世界平和研究所客員研究員。元衆議院議員（1期）。

## 略歴
大阪市中之島の住友病院で生誕。父親（住友商事勤務）の仕事の関係で幼少期をオーストラリア・パースで過ごし、スコッチ・カレッジに通う。帰国後は大阪市阿倍野区北畠で育ち、帝塚山学院小学校、灘中学校・高等学校を卒業。東京大学法学部在学中は北岡伸一、久保文明、中谷和弘、平野聡らの指導を受ける。
2008年（平成20年）、外務省に入省。総合外交政策局総務課（局長は河相周夫のちに別所浩郎、課長は兼原信克のちに森健良）、国際情報統括官組織第三国際情報官室、在中国日本国大使館外交官補（北京大学国際関係学院留学）、在英国日本国大使館外交官補（ロンドン大学LSE留学）などを務める。2012年に退官。同年の第46回衆議院議員総選挙では、恩師の北岡伸一の推薦をきっかけにして、大阪4区から日本維新の会公認で出馬し初当選。衆議院外務委員、日本ユネスコ国内委員会委員などを歴任。2014年の総選挙では、立候補を見送った。その後、要請に基づいて自由民主党の地方議会選挙の候補者の応援に訪れる機会もあったが、自身は政界活動から退いた。
学界に転じ、中央大学大学院公共政策研究科客員教授、桜美林大学総合研究機構客員研究員、同志社大学ロースクール嘱託講師、同志社大学南シナ海研究センター嘱託研究員等を歴任し、国際政治の研究教育に従事。東京財団政策研究所「2020年アメリカ大統領選挙と日米経済関係」プロジェクトメンバーを久保文明リーダー、中林美恵子、前嶋和弘らとともに務めた。21世紀日本フォーラム（吉田和男顧問）では、副代表幹事に就いている。加えてSouth China Morning Post, NewsX等の海外メディアにもコメントしている。
2020年1月には中華民国外交部の招聘を受けて、台湾大学国家発展研究所 にて訪問学者（客員研究員）として在外研究にあたった。2021年4月より、皇學館大学現代日本社会学部准教授を務める。現在他に、中曽根平和研究所と航空自衛隊幹部学校で客員研究員を務める。

## 人物
- 英語、中国語、韓国語に堪能[13]。
- 灘高等学校の同期に沙川貴大（東京大学大学院教授）がいる[14][15]。
- 東京大学法学部の同期に小浜祥子（北海道大学准教授）、山口真由らがいる。
- 趣味は将棋。囲碁・将棋チャンネル「お好み将棋道場」では戸辺誠七段と二枚落ちで対局して勝利を収めた（解説：村山慈明七段、聞き手：室谷由紀女流二段）。日経新聞「交遊抄」（友人兼師弟）では、村山慈明が村上について「華々しい経歴を持つ村上政俊さん」と語り、二人の交友関係が取り上げられている[16]。BS11では加藤一二三九段と対談している[17]。
- 能楽も趣味。大学時代には東京大学観世会に所属し、今上天皇の学友である関根祥人（観世流能楽師、関根祥六の長男）に師事し、葛西敬之、別所浩郎らと活動。

## 著作
- 『フィンランドの覚悟』（扶桑社新書、2023年9月）ISBN 978-4594094263

### 共著
- 石平と『最後は孤立して自壊する中国 2017年 習近平の中国』（ワック 新書判、2016年）
- 『アメリカ大統領の権限とその限界―トランプ大統領はどこまでできるか』（日本評論社、2018年）

「第11章　大統領権限と制裁――対東アジア（中国、北朝鮮）を中心に」（東京財団政策研究所監修、久保文明・阿川尚之・梅川健編）
- 『トランプ政権の分析――分極化と政策的収斂との間で』 （日本評論社、2021年）

「第８章　トランプ政権下の米中関係――ワシントンにおける政策的収斂と太平洋を挟んだイデオロギー的分極化」（東京財団政策研究所 監修、久保文明 編）

### 寄稿
- 「英国のEU離脱はほんとうに誤りだったか」　「新潮45」2016年9月号
- 「新しい時代の『天皇親政』」　「新潮45」2016年10月号
- 「トランプ大統領なら世界はどうなる？」　「新潮45」2016年11月号
- 「イギリスの離脱で沈むのはEUだ」　「2017年の論点100」（文藝春秋）
- 「天皇の『政治』力」　「文藝春秋SPECIAL」2017年冬号
- 「傍系継承なしに天皇家は存続しなかった」　「新潮45」2017年1月号
- 「トランプの中国包囲網が導火線となりまさかの『米朝同盟』成立！」　「SAPIO」2017年2月号（小学館）
- 「『忘れられた植民地』青島から中国の海洋進出を考える」　「新潮45」2017年3月号
- 「徳川家康　『老獪な策士』は実は「験担ぎ大好き」だった」　「SAPIO」2017年4月号（小学館）
- 「極めてまっとう　トランプの『二国間』外交」　「新潮45」2017年4月号
- 「女性皇族と海外王室の『縁談』を考えてみた」　「SAPIO」2017年5月号（小学館）
- 「フランスはルペンが勝利する」　「新潮45」2017年5月号
- 「天才『藤井聡太四段』の将棋は何が違うのか」　「新潮45」2017年7月号
- 「古代と現在をつなぐ『天皇親政』」　「新潮45」2017年8月号
- 「もし戊辰戦争で幕府軍が勝っていたら首都は大坂、共通語は大坂弁になっていた」　「SAPIO」2017年9月号（小学館）
- 「女性皇族のお相手には外国王室を」　「新潮45」2017年9月号
- 「安倍政権『官邸』の研究」　「新潮45」2017年10月号
- 「外交官の私を誘ってきた『中国美人スパイ』」　「SAPIO」2017年12月号（小学館）
- 「『米朝開戦』これだけの理由」　「新潮45」2017年12月号
- 「『恋愛』でいいのか　皇族の結婚」　「新潮45」2018年4月号
- 「憲法問題を『熟議』しないのはどっちだ」　「新潮45」2018年6月号
- 「第２のカダフィ？　金正恩が朝鮮人民に殺される日」　「正論」2018年7月号
- 「『女系』から見た今上天皇」　「新潮45」2018年8月号
- 「和気清麻呂と道鏡事件の現代的教訓」　「正論」2019年4月号
- 「中国に狙われる『南極』と『北極』」　「正論」2019年5月号
- 「『エンペラー』は天皇陛下だけ 」　「Hanada」2019年6月号

## 政策・主張
- 女性宮家の創設に反対[18]。
- 2016年の天皇譲位問題については、明治維新以来の天皇親政の連続性を重視する立場から、「明るい院政」の創出として積極的に賛成している[19]。

## 出演番組
- そこまで言って委員会NP（読売テレビ）- 2018年11月11日[20]
- けやきヒルズ（AbemaTV）[21]
- ニュース女子（DHCテレビ）
- 報道ライブ21 INsideOUT（BS11）
- ウェークアップ！ぷらす（読売テレビ）